# Vanessa Chinitor
Vanessa Chinitor (Dendermonde, 13 de outubro de 1976-) é uma cantora belga, melhor conhecida fora da Bélgica pela sua participação no Festival Eurovisão da Canção 1999.

## Início da carreira
Em 1996, Chinitor foi finalista de um programa de televisão que procurava talentos, chamado  Ontdek de Ster ("Descobre a estrela"). Ela lançou o seu primeiro single "In al mijn dromen", em 1998.

## Festival Eurovisão da Canção
Em 1999, a canção de Chinitor  "Like the wind" foi escolhida como a representante Bélgica no Festival Eurovisão da Canção 1999 que teve lugar em 23 de maio em Jerusalém.  Chinitor teve o azar de ser a segunda a cantar, que não dá esperança, nenhuma canção interpretada em segundo lugar venceu o Festival Eurovisão da Canção. "Like the Wind" tem influências da is a distinctive song with New Age, que terminou em 12.º lugar, a mesma posição que a canção do Reino Unido.
Em 2006 voltou a participar na seleção belga para o Festival Eurovisão da Canção 2006, mas a sua canção "Beyond You" não passou dos quartos de final.

## Carreira posterior
Chinitor lançou o seu primeiro álbum também chamado Like the Wind, em 1999. Este álbum foi gravado inteiramente em inglês e incluiu o single "When the Siren Calls", que teve um êxito moderado. Chinitor voltou a gravar em neerlandês para o single "Verlangen", que alcançou o top 10 do Ultratop Flemish chart. Ela também gravou uma versão da canção  "Ik neem vandaag de trein", originalmente gravada pela representante belga no Festival Eurovisão da Canção 1975, Ann Christy.
Em 2001, lançou Costa Romantica, um álbum de duetos com Bart Kaëll, do qual seriam extraídos três singles.
Chinitor tem trabalhado em vários programas musicais na televisão, muitas vezes em colaboração com o músico Dirk Bauters.

## Discografia

### Singles
1998 "In al mijn dromen"
1999 "Verdoofd en verblind"
1999 "Like the Wind"
1999 "When the Siren Calls"
1999 "Verlangen"
2000 "Deze dans"
2000 "Ik neem vandaag de trein"
2001 "Comme j'ai toujours" (duet with Bart Kaëll)
2001 "I’ve got you babe" (duet with Bart Kaëll)
2001 "Weer naar zee" (duet with Bart Kaëll)
2002 "Heimwee"
2004 "Je hart"

### Álbuns
- 1999 Like the Wind

- 2001 Costa Romantica (with Bart Kaëll)